# Warneckea trinervis
Warneckea trinervis är en tvåhjärtbladig växtart som först beskrevs av Dc., och fick sitt nu gällande namn av Jacq.-fél.. Warneckea trinervis ingår i släktet Warneckea och familjen Melastomataceae. Inga underarter finns listade i Catalogue of Life.